# August Lindh (präst)
August Lindh, född den 9 oktober 1879 i Halmstad, död den 6 januari 1945 i Stockholm, var en svensk präst. 
Lindh var son till överläkaren vid Sahlgrenska sjukhusets kirurgiska avdelning Alrik Lindh och hans första hustru Anna Lovisa Stenfelt. Det var tack vare faderns västmanländska ursprung som Lindh var medlem av Västmanlands-Dala nation under studietiden vid Uppsala universitet. 
Lindh avlade teologie kandidatexamen i Uppsala 1910 och studerade sedan vid Berlins universitet. Han var pastorsadjunkt i Oscars församling i Stockholm 1912, i Engelbrekts församling 1914, vice komminister 1916, ordinarie 1918, biträdande predikant vid Stockholms sjukhem 1912, vid Allmänna Barnbördshuset 1931.
Lindh var grundare av Juvenalorden i Uppsala 1907, och han skrev den svenska texten till studentsången O, gamla klang- och jubeltid! (O alte Burschenherrlichkeit) på Juvenalordens uppdrag.